# Dolní Vilímeč
Dolní Vilímeč là một làng thuộc huyện Jihlava, vùng Vysočina, Cộng hòa Séc.